# 북서 기마 순찰대
북서 기마 순찰대(Northwest Mounted Police)는 미국에서 제작된 세실 B. 데밀 감독의 1940년 영화이다. 게리 쿠퍼 등이 주연으로 출연하였고 세실 B. 드밀 등이 제작에 참여하였다.

## 출연

### 주연
- 게리 쿠퍼
- 매들린 캐롤

### 조연
- 파울레트 고다드
- 프레스턴 포스터
- 로버트 프레스턴
- 조지 밴크로프트
- 린 오버맨

## 제작진
- 협력프로듀서: 윌리엄 H. 파인
- 미술: 롤랜드 앤더슨
- 미술: 한스 드레이어
- 의상: 조 드 영
- 의상: 나탈리 비사르